# أشخاص طيبون (فلم)
أشخاص طيبون (بالإنجليزية: Good People) أو أصدر ببعض الدول باسم (بالإنجليزية: Getaway 2) هو فيلم من نوع إثارة أُصدر في 2014. الفيلم من إنتاج وتوزيع صورة نو ‏. وهو من إخراج هنريك روبن جينز، أما السيناريو فكان من كتابة كيلي ماسترسون ‏ وMarcus Sakey ‏.

## القصة
تدور أحداث الفيلم حول (توم، وآن) وهما زوجان تزوجا في منزل والدة آن والذي يحتاج لتسديد ديون تصليحه، لا يعرفا ما يفعلا، ولكن لابد أن ملاكهما الحارس يعمل بجد، حيث أنهما وجدا كمية من المال في شقة مؤجرهما المتوفي مؤخرًا تكفي لتسديد جميع ديونهما وأكثر، ولكنهما في سبيل الحفاظ والتمتع بهذا المال يجدا أنفسهم هدفًا لعدو المتوفي الذي يدعي أنه صاحب المال ويريد استرجاعه.

## طاقم التمثيل
- سام سبرويل
- كيت هدسون
- Diarmaid Murtagh [الإنجليزية]‏
- توم ويلكينسون
- آنا فرايل
- جيمس فرانكو
- عمر سي
- ديانا هاردكاسل
- مايكل جيبسون
- Oliver Dimsdale [الإنجليزية]‏
- فرانسيس ماجي

## الإنتاج
موسيقى الفيلم التصويرية كانت من تأليف Neil Davidge ‏.

## وصلات خارجية
- مقالات تستعمل روابط فنية بلا صلة مع ويكي بيانات